# Шарапов, Степан Прокофьевич
Степа́н Проко́фьевич Шара́пов — русский дьяк; 

## Биография
Впервые упоминается в 1660 году, когда был дьяком Стрелецкого приказа; в 1662 году из приказа был послан при посольстве окольничего Милославского в Персию, выехал из Москвы с посольством 4 мая, но 24 июня с дороги уже был возвращён обратно «для государева дела». 
В 1663 году Шарапов был послан при воеводе в Смоленск. В 1666 году назначен был в Приказ Большой казны. 
В 1672 году находился при воеводе в Нижнем Новгороде, а в 1673 году был переведён в Астрахань, где был свидетелем бунта Разина, и после усмирения его принимал деятельное участие в следствии, производившемся воеводой князем Я. Н. Одоевским над бунтовщиками. В то же время он упоминается[где?] и как участник мер, принятых к поднятию торговли Астрахани, почти совсем прекратившейся вследствие разбоев разинцев. 
В 1678 Шарапов снова дьяк в Приказе Большого Дворца, где он пробыл до 1680 года. В этом году Шарапов был назначен на воеводство в Олонец. Последнее известие о нём свидетельствует о пребывании в Олонце в 1681 году.